# Bayecourt
Bayecourt là một xã, nằm ở tỉnh Vosges trong vùng Grand Est của Pháp. Xã này có diện tích 6,92 km², dân số năm 1999 là 237 người. Xã này nằm ở khu vực có độ cao từ 366–692 m trên mực nước biển.
Dân địa phương tiếng Pháp gọi là Tambois.

## Biến động dân số
| 1962                                         | 1968 | 1975 | 1982 | 1990 | 1999 |
| -------------------------------------------- | ---- | ---- | ---- | ---- | ---- |
| 216                                          | 219  | 171  | 204  | 215  | 237  |
| Số liệu từ năm 1962: Dân số không tính trùng |      |      |      |      |      |